# Saint-Martin-de-Clelles
Saint-Martin-de-Clelles település Franciaországban, Isère megyében. Lakosainak száma 184 fő (2022. január 1.). Saint-Martin-de-Clelles Chichilianne, Clelles, Lavars, Roissard és Saint-Michel-les-Portes községekkel határos.

## Népesség
A település népessége az elmúlt években az alábbi módon változott:
| Lakosok száma | 60   | 103  | 122  | 146  | 182  | 181  | 186  | 185  | 183  | 184  |
|               | 1968 | 1982 | 1990 | 2006 | 2013 | 2015 | 2017 | 2019 | 2020 | 2022 |